# Zutendaal
Zutendaal este o comună din regiunea Flandra din Belgia. Suprafața totală a comunei este de 32,07 km². La 1 ianuarie 2008 comuna avea o populație totală de 6.985 locuitori. 
1. ↑  Voor het eerst is vrouw burgemeester van Zutendaal (în neerlandeză), 27 aprilie 2017, accesat în 28 iulie 2023